# Laleh Pourkarim
Laleh Pourkarim, conosciuta in ambito musicale anche solo Laleh (Bandar-e-Anzali, 10 giugno 1982), è una cantautrice e attrice svedese, nata in Iran.
Dopo una carriera di attrice durata alcuni anni, ha esordito nel mondo musicale con l'eponimo album di debutto nel 2005, che ha riscosso molto successo in Svezia. Il successo è proseguito con gli altri album, che hanno tutti raggiunto le prime posizioni della classifica di vendita svedese.

## Biografia
Nata nella regione settentrionale dell'Iran, ha lasciato da piccola l'Iran per vivere con la famiglia prima in Azerbaigian, poi in Bielorussia e quindi in Svezia, a Tidaholm. Si è trasferita definitivamente in Svezia all'età di dodici anni e ha iniziato a studiare musica e balletto. Ha il doppio passaporto, sia svedese che iraniano. Nella difficile infanzia, vissuta come nomade, l'hanno accompagnata la madre e il padre, quest'ultimo morto di annegamento nel 1994.
Ha iniziato la carriera di recitazione nel film svedese Jalla! Jalla! (2000), diretto da Josef Fares.
Nel 2003 si è avviata nel mondo musicale e ha firmato un contratto con la Warner Music Svezia. Ha esordito con il nome Laleh nel marzo 2005, mese in cui ha pubblicato il suo eponimo album d'esordio. L'album ha riscosso un grande successo in Svezia, tanto da diventare uno dei dischi più venduti dell'anno e di rimanere in classifica per 71 settimane. Ha ricevuto la nomination ai Grammis come "album dell'anno", perdendo appannaggio dell'album Robyn di Robyn. Tuttavia vince nelle categorie "artista dell'anno", "rivelazione dell'anno" e "produzione dell'anno".
Nel dicembre 2006 ha pubblicato il secondo album Prinsessor. Il disco non ha avuto il successo del precedente, ma ha comunque raggiunto il terzo posto in classifica.
Dopo un lungo periodo di registrazioni, ha pubblicato nel gennaio 2009 il successivo album Me and Simon. Anche questo disco ha avuto molto successo in Svezia, trascinato dal singolo Simon Says e dal brano Snö, che era stato già pubblicato nel 2007 come brano estratto dalla colonna sonora del film Arn - L'ultimo cavaliere. Scrive brani in tre lingue: inglese, svedese e arabo.
Nel 2011 prende parte alla seconda stagione della trasmissione televisiva Så mycket bättre, in onda su TV4. Il programma ha visto partecipare diversi artisti svedesi che hanno reinterpretato brani di altri artisti. Le cover di Laleh tratte dallo show sono state poi diffuse su iTunes con grande successo.
Nel dicembre 2011 ha pubblicato un EP contenente i brani eseguiti nel programma.
Nel gennaio 2012 ha pubblicato il suo quarto album ufficiale in studio, ossia Sjung, anticipato dal singolo Some Die Young. Il disco ha raggiunto il vertice della classifica di vendita. Nell'ambito del tour 2012, si è esibita anche in un concerto commemorativo per le vittime degli attentati del 22 luglio 2011 in Norvegia, a Oslo.
Nel luglio 2013 annuncia il suo passaggio alla Universal Music Germania. In Germania pubblica una nuova versione di Some Die Young nel mese di agosto. Segue Colors, il suo primo album internazionale, diffuso nell'ottobre 2013.

## Discografia

### Album in studio
- 2005 – Laleh
- 2006 – Prinsessor
- 2009 – Me and Simon
- 2012 – Sjung
- 2013 – Colors
- 2016 – Kristaller
- 2022 - Vatten

### EP
- 2011 – Tolkningarna

## Filmografia
- Jalla! Jalla!, regia di Josef Fares (2000)